# Реметя-Кіоарулуй (комуна)
Реметя-Кіоарулуй (рум. Remetea Chioarului) — комуна у повіті Марамуреш в Румунії. До складу комуни входять такі села (дані про населення за 2002 рік):
- Беркез (670 осіб)
- Беркезоая (511 осіб)
- Поста (427 осіб)
- Реметя-Кіоарулуй (1135 осіб) — адміністративний центр комуни
- Ремечоара (260 осіб)

Комуна розташована на відстані 395 км на північний захід від Бухареста, 15 км на південь від Бая-Маре, 83 км на північ від Клуж-Напоки.

## Населення
За даними перепису населення 2002 року у комуні проживали 3003 особи.
Національний склад населення комуни:
| Національність | Кількість осіб | Відсоток |
| -------------- | -------------- | -------- |
| румуни         | 2405           | 80,1%    |
| угорці         | 431            | 14,4%    |
| цигани         | 164            | 5,5%     |
| українці       | 2              | 0,1%     |
| німці          | 1              | < 0,1%   |

Рідною мовою назвали:
| Мова       | Кількість осіб | Відсоток |
| ---------- | -------------- | -------- |
| румунська  | 2571           | 85,6%    |
| угорська   | 430            | 14,3%    |
| українська | 1              | < 0,1%   |
| німецька   | 1              | < 0,1%   |

Склад населення комуни за віросповіданням:
| Релігія            | Кількість осіб | Відсоток |
| ------------------ | -------------- | -------- |
| православні        | 2378           | 79,2%    |
| реформати          | 370            | 12,3%    |
| п'ятдесятники      | 103            | 3,4%     |
| римо-католики      | 13             | 0,4%     |
| греко-католики     | 6              | 0,2%     |
| не релігійні       | 3              | 0,1%     |
| адвентисти         | 2              | 0,1%     |
| атеїсти            | 1              | < 0,1%   |
| не вказали релігію | 5              | 0,2%     |